# Guri Madhi
Guri Madhi, född den 15 maj 1921 i Korça i Albanien, död den 13 juni 1988 i Budapest i Ungern, var en albansk målare. Han deltog i andra världskriget på kommunisternas sida. Han studerade efter kriget vid konstakademin i Leningrad mellan åren 1950–1956 och arbetade bland annat som lärare i Albanien. Han var tvungen att följa den socialistiska realismens krav i sitt bildskapande och blev en av Albaniens namnkunnigaste målare.

### Fotnoter
1. ↑  Andreas Beyer & Bénédicte Savoy (red.), Artists of the World Online, K.G. Saur Verlag och Walter de Gruyter, 2009, 10.1515/AKL, Artists of the World konstnärs-ID: 40280250.[källa från Wikidata]
2. ↑  Union List of Artist Names, 3 september 2004, ULAN: 500121763, läs online, läst: 14 maj 2019.[källa från Wikidata]